# Dendrobium polysema
Dendrobium polysema är en orkidéart som beskrevs av Rudolf Schlechter. Dendrobium polysema ingår i släktet Dendrobium, och familjen orkidéer. Inga underarter finns listade i Catalogue of Life.